# Merycodus
Genre
Merycodus est un genre fossile d’herbivores terrestres de la famille des Antilocapridae, ayant vécu en Amérique du Nord au cours du Miocène, entre −20 millions d’années et −10 millions d’années.

## Liste d'espèces
- Merycodus agilis
- Merycodus crucensis
- Merycodus hookwayi
- Merycodus joraki
- Merycodus major
- Merycodus necatus
- Merycodus prodromus
- Merycodus sabulonis
- Merycodus tehuanus
- Merycodus warreni

## Description
Merycodus était un genre de petites antilocapres à cornes fourchues.

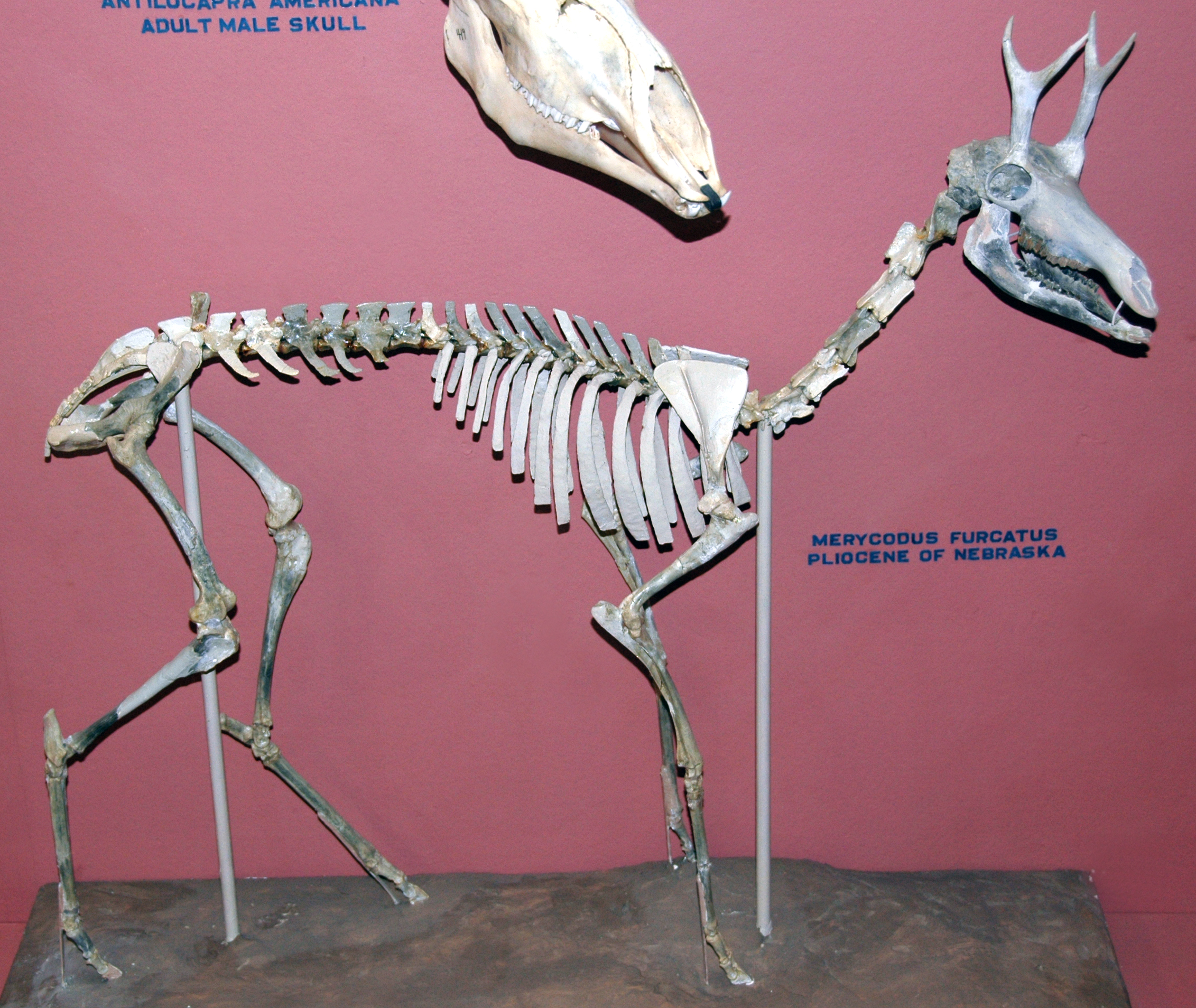
Reconstitution de squelette de Merycodus furcatus à l'Université du Wyoming.

## Occurrence
Au total, une soixantaine de spécimens fossiles ont été découverts dans l'Ouest des États-Unis, au Canada et au Mexique. 